# Hagi-Tudose
Hagi-Tudose este o piesă de teatru din 1912 de Barbu Ștefănescu Delavrancea. Este o dramatizare a nuvelei omonime care a fost publicată în volum sub semnătura „Delavrancea” la Editura Socec în 1903. O primă variantă a nuvelei a fost publicată în 1887 în revista Lupta literară.
Prima reprezentație a avut loc la 14 decembrie 1912 la Teatrul Național din București. În rolurile principale au jucat actorii Constantin I. Nottara ca Hagi-Tudose, Ion Petrescu ca Matache Profirel, Vasile Toneanu ca Jenică Păunescu, Constantin Radovici ca Gusi, Agepsina Macri, M. Giurgea și Maria Ciucurescu. Piesa nu a avut succes, fiind apreciată doar de Victor Eftimiu și Mihail Dragomirescu.
Alături de Akim (1914; de Victor Eftimiu) este una dintre primele tragicomedii ale dramaturgiei românești.
Piesa are un deznodământ grotesc și dual  - cel mai bogat băcan moare în cea mai cumplită mizerie; acesta își dă sufletul pe un „maldăr de galbeni”. În ciuda unor elemente preluate din alte opere ce prezintă avari celebri (cum ar fi Euclio - creat de Plaut; Harpagon - de Molière; Shylock - de William Shakespeare; Gobseck - de Honoré de Balzac; Pliușkin - de Nikolai Gogol), Hagi-Tudose are o deplină originalitate prin desăvârșita sa zgârcenie dusă până la moarte. Călinescu afirmă că „zgârcenia sa delirantă e împinsă dincolo de pierderea instinctului său de supraviețuire”.

## Prezentare
Primul act are loc în uliță, stilul decorului fiind folclorizant ca întreaga dramaturgie a lui  Delavrancea. Locul virtual de întâlnire al personajelor este băcănia (de-a lungul întregii piese). Întregul act este un tablou vivant, cu o bogată tipologie (epitropi, un bragagiu, un cârciumar, un băcan, copii de mahala), totul pentru a contrasta cu comportamentul aberant al lui Hagi-Tudose, care-i „ciordește” pe fiecare.
Actul al doilea prezintă familia Gherghinei și a lui Matache Profirel care sunt niște mahalagii îmbogățiți ca cei zugrăviți în operele lui Caragiale, Vasile Alecsandri sau Costache Faca.
Actul al treilea pare o parodie după Nunta lui Figaro - prin boschete se hârjonesc Fifica și Jenică, Lenuța și Culai; în timp ce bătrânii își povestesc amănunțit somnul și metehnele. Hagi-Tudose este foarte vorbăreț, expunându-și filozofia sa asupra vieții, dezacordul cu instituția căsătoriei (care ar duce la înmulțirea membrilor - și mai multe cheltuieli).
Actul al patrulea are loc în odaia lui Hagi-Tudose. Acesta este foarte bolnav, e violent și anxios și o chinuie pe Leana. El cere o găină și puțin foc dar apoi are sentimentul păcatului lăcomiei. Moare având viziunea unei bogății „izvorând ca din gârlă”.

## Personaje

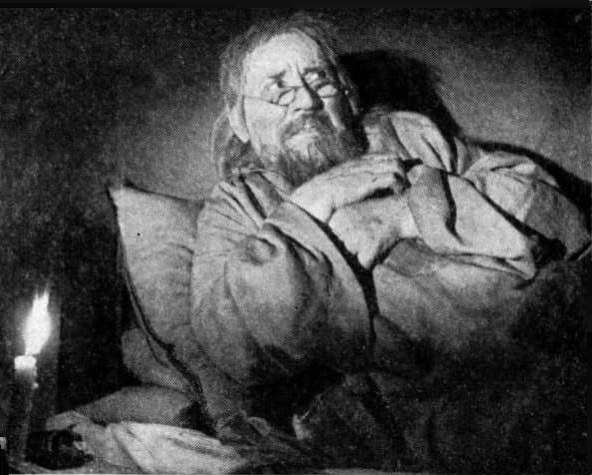
Mișu Fotino ca Hagi-Tudose

| - Hagi-Tudose - Matache Profirel, soțul Gherghinei și tatăl Fificăi - Jenică Păunescu, iubitul Fificăi - Culai, cel care era îndrăgostit de Leana - Gusi - Î-iul epitrop - Al II-lea epitrop - Popa Roșca - Un cerșetor - Un cârciumar - Un pastramagiu - Un bragagiu - Î-iul băiat | - Al II-lea băiat - Î-iul ștrengar - Al II-lea ștrengar - Al III-lea ștrengar - Al IV-lea ștrengar - Al V-lea ștrengar - Gherghina Profirel, soția lui Matache, mama Fificăi - Fifica Profirel, fiica lui Matache și a Gherghinei; iubita lui Jenică Păunescu, domnișoară, învățată, vorbește limba franceză fluent - Leana, onestă, bună la suflet, săracă, aflată în grija lui Hagi-Tudose, este iubita lui Culai - Ghioala - O țigăncușă - Mahalagii - Mahalagioaice |

## Teatru radiofonic
Hagi-Tudose este cea mai veche înregistrare pe bandă magnetică a Fonotecii de Aur realizată de către Teatrul Național Radiofonic. Înregistrarea a fost realizată în 1951 în regia lui Ion Șahighian cu Nicolae Bălțățeanu în rolul titular.

## Ecranizări
- 1980 - Teatru TV; regia Silviu Jicman; cu Constantin Rauțchi, Draga Olteanu Matei, Șerban Iamandi, Rodica Popescu Bitănescu, Tania Filip și Alexandru Georgescu.[6]